# Vilém Sudlice z Litovan
Vilém Sudlice z Litovan byl původem jihočeský vladyka, který se od roku 1399 psal podle statku Litovan u Hrotovic. Proslul jako obávaný loupeživý rytíř a žoldnéř na moravsko-rakouském pomezí počátku 15. století. Po smrti Hynka Suchého Čerta navázal na činnost jeho bojové družiny na hradech Rabštejn a Kraví hora, jejichž majitel Jindřich ze Šelmberka zřejmě nechával družině volnou ruku. Archeologické nálezy zde prokázaly zbytky množství zbraní, jezdeckého náčiní, kovářských výrobků a keramiky. Podle zápisů z popravčích knih na Rabštejně dokonce Sudlicův sluha Hynek vyráběl provazové žebříky pro spřátelenou jihočeskou družinu, jejímž členem byl i Jan Žižka. Kromě Viléma Sudlice zde působil ještě jakýsi Jan Klát z Litovan, označovaný jako "velmistr zločinců" (magister summus furorum). Celá skupina se proslavila v bojích o Znojmo a bezohlednými kořistnickými výpady do širokého okolí. Vilém Sudlice byl straník krále Václava IV. a jeho spojence markraběte Prokopa, na jejichž straně bojovali proti stoupencům Zikmunda a Jošta Lucemburského. Po vyhasnutí markraběcích válek Vilém Sudlice spolu s Janem Sokolem z nedalekého Lamberka válčili proti rakouskému vévodovi Leopoldu IV., na kterém v květnu 1407 společně dobyli město Laa an der Thaya, v lednu 1408 pak změnili strany a oba ve službách vévody Leopolda pokračovali v bojích proti jeho bratrovi Arnoštovi, řečenému Železný. V roce 1409 proti činnosti bojové družiny zakročili moravští stavové, kteří hrady Rabštejn a Kraví hora dobyli, jejich posádky zajali a po sedmidenním vyšetřování v Brně popravili, a to včetně urozených bratrů Jindřicha a Petra Zajímačů z Kunštátu. Vilém Sudlice tou dobou na hradech nebyl a ve svém řemeslu tak na Moravě pokračoval přinejmenším ještě v letech 1416-1417.
Podle hypotézy historika Jiřího Juroka je Vilém Sudlice totožný s českým panošem Gillaume de Sully, který v průběhu let 1404 až 1416 několikrát působil jako méně významný kondotiér ve službách burgundského dvora v taženích proti Angličanům v Pikardii a v Calais, vévodům z Gueldre a Brabantu a proti vzbouřeným Armagnacům.